# Recuperação escolar
A Recuperação escolar é um programa de aulas extras para os alunos recuperarem suas notas escolares, quando tiraram notas inferiores à média escolar em determinada disciplina.
Os estudantes realizam a recuperação para poderem atingir a média ou acima da média para serem aprovados de ano. Segundo alguns  especialistas, é um instante de estudo específico para estudar apenas as disciplinas que foram de difícil compreensão.
Todos os anos, geralmente entre final de novembro e início de dezembro, as escolas brasileiras entram em fase de recuperação, que costuma durar aproximadamente 10 dias para os alunos que tiveram rendimento abaixo das médias previstas. Os estudantes têm aulas intensivas durante as quais devem relembrar e estudar novamente os pontos mais importantes das matérias nas quais não obtiveram os resultados esperados.